# Beretta 93R
Die Beretta 93R ist eine italienische Reihenfeuerpistole.

## Technik
Die Pistole basiert auf der Selbstladepistole Beretta 92. Das R steht für raffica (italienisch: Feuerstoß, Garbe). Im Gegensatz zur Basisversion ist das 93er Modell in der Lage, drei-Schuss-Feuerstöße zu schießen. Reihenfeuerpistolen sind im unbegrenzten Dauerfeuer-Modus kaum zu beherrschen, soweit keine Schulterstütze montiert ist. Dies gilt auch für die Beretta 93R, die für eine vollautomatische Pistole sehr leicht und kompakt ist. Die Modifikationen gegenüber der Basisversion umfassen einen Wahlhebel der Feuerart, einen verlängerten Lauf samt Mündungsbremse sowie einen improvisierten Handgriff vor dem Abzugsbügel. Zu der Waffe werden Magazine zu 15 oder 20 Schuss geliefert, die jeweils aus dem Griffstück herausragen und zusätzlichen Halt geben. Eine abklappbare Schulterstütze kann optional angebracht werden.